# Agapetus jakutorum
Agapetus jakutorum is een schietmot uit de familie Glossosomatidae. De soort komt voor in het Palearctisch gebied.